# Davor Rostuhar
Davor Rostuhar (Zagreb, 1982.) je hrvatski putopisac, fotograf i pustolov. U siječnju 2018. godine postao je prvi Hrvat koji je pješke s obala Antarktike došao na Južni pol. Prije njega to je napravilo samo dvadeset i troje ljudi iz devet država na svijetu.

## Životopis
Davor Rostuhar rođen je 1982. godine u Zagrebu. Studirao je povijest i sociologiju, no studij je prekinuo kako bi se u potpunosti mogao predati putovanjima te poslu slobodnog fotografa i pisca. Od važnijih ekspedicija poduzeo je put biciklom od Zagreba do Egipta od 8000 km, uspon na Mont Blanc (4807 m) te uspon na najviši vulkan u tropima – 6425 metara visok vrh Coropuna u Peruu.
Rostuhar je idejni začetnik i voditelj projekta Hrvatska iz zraka, sedmogodišnjeg dokumentiranja cijele Hrvatske iz zračne perspektive te prezentacija fotografija u prvoj hrvatskoj fotomonografiji National Geographica. Na tom projektu mu je 2015. godine čestitala predsjednica Kolinda Grabar-Kitarović.
Jedan je od osnivača Kluba za ekspedicionizam i kulturu. Klub za ekspedicionizam i kulturu (KEK) nevladina je, neprofitna udruga građana osnovana 2003. godine u Zagrebu. U prvih deset godina postojanja bavila se ponajviše organiziranjem ekspedicija u malo poznate, udaljene krajeve svijeta, kojima je cilj bio istraživati i upoznati i njih i malo poznate tamošnje kulture, dokumentirati ih te rezultate prikazati javnosti radi edukacije i promicanja ideja o interkulturalnoj toleranciji.
Dosad je objavio šest knjiga putopisne i popularno-znanstvene tematike.

## Južni pol
Davor Rostuhar je u siječnju 2018. godine postao prvi Hrvat koji je pješke s obala Antartike došao na Južni pol.  Prije njega to je napravilo samo 23 ljudi u povijesti iz samo 9 država.
Ekspedicija na Južni pol smatra se uspješnom ako se pređe put od obale Antarktike do Južnog pola, što na najlakšoj Hercules ruti iznosi 1200 kilometara. 
Rostuhar se za ekspediciju pripremao posljednje dvije godine. U toku priprema posjetio je tradicionalne narode koji žive na krajnjem sjeveru planeta, Inuite na sjeveru Grenlanda, Nenete na sjeveru Sibira i Samije na sjeveru Skandinavije. Dva puta se pripremao u Norveškoj i učio od najboljih živućih polarnih istraživača.
Rostuhar je ekspediciju poduzeo sam, bez dostave hrane i opreme, vukući svu opremu od 130 kg teškim saonicama te bez upotrebe vanjske energije poput vjetra, pseće zaprege i motornih saonica.
Polarno putovanje je trajalo nevjerojatnih 47 dana, dana u kojima je zabilježio mećave, vjetar koji mu je onemogućavao vid, smrzavanje. Davor je sve te dane hodao na skijama i polako prelazio oko 30 kilometara dnevno, sve skupa skoro 1200 kilometara. Južni pol je osvojio u srijedu 17. siječnja 2018. godine 19:00 sati po hrvatskom vremenu. 
Postao je tako prvi Hrvat i 24. osoba u svijetu koja je posve sama, vukući teške saonice došla na Južni pol.

## Knjige
- U zemlji zmaja (2015)
- National Geographic – Hrvatska iz zraka – fotomonografija (2014)
- Degustacija slobode (2012)
- Džungla (2009)
- Na putu u skrivenu dolinu (2006)
- Samo nek’ se kreće (2003)

## Vanjske poveznice
- Službena stranica Davora Rostuhara
- Klub za ekspedicionizam i kulturu